# F.E.A.R.
|  | Per a altres significats, vegeu «F.E.A.R. (cançó)». |

F.E.A.R és un videojoc de gènere survival horror i videojoc d'acció en primera persona (FPS) que combina el clàssic mode de joc d'acció en primera persona (amb l'estil de jocs com Doom i Resident Evil) amb una atmosfera de terror sobrenatural. El clima és molt similar al de les pel·lícules de terror asiàtiques. Les sigles FEAR signifiquen en angles First Encounter Assault Recon, que traduït al català, es podria anomenar «primera força d'assalt i reconeixement». Va ser anunciat a la fira Electronic Entertainment Expo (E3) com millor joc d'acció de l'any 2005. El joc va sortir el 18 d'octubre de 2005 per a Windows, i que més tard sortiria per a Xbox 360 i PS3.

## Sinopsi
Una força militar desconeguda s'infiltra en un complex d'alta tecnologia, ple de projectes armamentístics i investigació aeroespacial. Es cometen una sèrie d'assassinats del personal allotjat al complex sense demanar cap mena de rescat. Com a contrapartida, el govern envia les Forces Especials per controlar la situació, i que poc després, desapareixen sense deixar rastre. De tal manera que un segon equip, l'Equip FEAR que és una unitat altament entrenada per dominar amenaces estranyes i paranormals. L'objectiu principal és eliminar tota resistència militar i contindre una crisi sense precedents que ràpidament escapa a tot control.